# Dave McMurdo
Dave McMurdo (* 4. März 1944 in Isleworth, England; † 13. Juni 2011 in Eden Mills bei Guelph, Ontario) war ein kanadischer Jazzposaunist, Komponist, Bandleader, Arrangeur und Musikpädagoge.

## Leben und Wirken
McMurdo wuchs in Vancouver auf, wo er Musik an der University of British Columbia studierte. Schön früh begann er zu komponieren und in einer Reihe von Bands zu spielen, darunter in der Bob Hales Big Band. 1969 zog er nach Toronto und wurde Mitglied in Rob McConnells Formation The Boss Brass sowie Lead-Posaunist in der Band Nimmons 'n' Nine Plus Six. In den 1990er Jahren arbeitete er mit eigenen Bandprojekten, wie dem seit 1988 bestehenden Dave McMurdo Jazz Orchestra (u. a. mit dem Saxophonisten Pat LaBarbera) und dem Dave McMurdo Quintet. McMurdo unterrichtete ab 1984 am Music Department des Mohawk College in Ontario. 1987 und 1988 erhielt er ein Stipendium des Canada Council Grants zum Kompositionsstudium bei Bob Brookmeyer in New York City.

## Auszeichnungen
McMurdos Jazz Orchestra wurde 1991 für den Juno Award für sein Debütalbum nominiert. 1994 wurde das Orchester vom Jazz Report Magazine zu Kanadas herausragendem Jazz-Orchester gewählt.

## Diskographische Hinweise
- Live at the Montreal Bistro (Sackville, 1992)
- Different Paths (Sackville, 1994)
- Fire & Song (Sackville, 1997)
- Just For Now (Sackville, 2002)
- Nimmons and More (2008)